# Paolo Giacometti
Paolo Giacometti, född 19 mars 1816, död 31 augusti 1882, var en italiensk dramatiker.
Giacometti skrev omkring 100 effektfulla och populära teaterstycken, bland andra Troquato Tasso, Bianco Visconti, Corrado, Maria Antoinetta och Il poeta e la ballerina. En samling av hans främsta verk utgavs 1859-1866.